# José Gabriel Palma
José Gabriel Palma Villanueva (Santiago, 1791-Santiago de Chile, 1869) fue un político y abogado chileno.

## Familia
Hijo de José Antonio Palma Ortúzar y Jimena Villanueva Palacios.
Casado con Dolores Guzmán, fue padre de Susana Palma Guzmán y, por lo tanto, abuelo materno del presidente Arturo Alessandri Palma.

## Carrera política
Fue colaborador del gobierno de Bernardo O’Higgins, participó como secretario del Acta de la Constitución Política de Chile en 1822. 
En 1823 colaboró con Juan Egaña Risco en la redacción de la Constitución Política y Permanente del Estado de Chile, conocida como la «Constitución moralista». No tenía ideología política en este período, donde era un colaborador de quien lo pidiese, sin importar fuera pipiolo o pelucón. Aun así fue perseguido en un comienzo por los conservadores que triunfaron en la guerra civil de 1830, lo que le convenció de ingresar al Partido Liberal.
Fue elegido diputado por Valdivia en 1837, por Coelemu en 1840 y 1843, finalmente fue elegido por Los Ángeles en 1846. En estos períodos legislativos participó de las Comisiones de Justicia y Legislación, Negocios Eclesiásticos, y Hacienda e Industria.
Posteriormente fue nombrado ministro de la Corte Suprema de Justicia, cargo que ejerció desde 1860, y fue miembro de la Facultad de Leyes de la Universidad de Chile, de la cual fue su decano entre 1860 y 1863.